# Viviana Salisi Casajuana
Viviana Salisi Casajuana (Manresa) és una pianista i pedagoga catalana. Està especialitzada en l'acompanyament vocal, lied, òpera, conjunt coral i música antiga.

## Biografia
Nascuda a Manresa, és filla del pintor Ramon Salisi Bonastre i de Rosa Casajuana Niell. Inicià els estudis musicals al Conservatori Municipal de Manresa amb Glòria Massegú i Ludovica Mosca Bencini. Continuà el grau superior a l'Escola de Música de Barcelona amb Albert Giménez Atenelle.
Amb el suport de la beca Hezekiah Wardwell de la Fundació Alexander von Humboldt, es traslladà a Alemanya on cursà l'especialitat de pianista acompanyant a la Hochsule für Musik Franz Liszt de Weimar, i obtingué els títols de correpetidora i repertorista. Fou assistent musical als festivals d'òpera de Bad Hersfeld i Heidenheim an der Brentz. Ha actuat en nombrosos concerts i recitals com a pianista acompanyant i ha sigut assistent musical als cicles d'òpera promoguts per l'Associació d'amics de l'Òpera de Sabadell. També ha col·laborat amb el Gran Teatre del Liceu, l'Orquestra de Cambra Catalana, l'Orquestra de Granollers, Coral Càrmina, Fundació Jacinto e Inocencio Guerrero, Amics de l'òpera de Sarrià, Escolania de Montserrat, etc.
És pianista repertorista de l'Escola Superior de Música de Catalunya (ESMUC) des dels seus inicis, l'any 2001 i des del 2015 és professora del màster de Lied «Victòria dels Àngels» també a l'ESMUC.
El 2011, juntament amb Artur Arranz, fundà l'Òpera Còmica de Barcelona, un projecte que ha dut a terme una tasca intensa per a la recuperació del patrimoni líric de petit format. Entre d'altres, en els arxius de la SGAE van recuperar L'esquella de la Torratxa, obra dels inicis de la sarsuela a Catalunya, amb un text còmic de Serafí Pitarra, que va ser estrenada a Barcelona l'any 1864. La tasca d'«arqueologia musical» d'Òpera Còmica va ser guardonada amb el Premi Crítica Serra d'Or de teatre 2013.